# Saška Aleksandrova
Saška Ilieva Aleksandrova (in bulgaro Сашка Илиева Александрова?; Marten, 29 maggio 1965) è un'ex cestista e allenatrice di pallacanestro bulgara naturalizzata italiana.
Giocava come centro. È l'atleta che ha segnato più canestri in una partita di Serie A bulgara (52 nel 1986) e miglior realizzatrice della storia del campionato bulgaro.

## Carriera

### Giocatrice
Cresciuta nel Dunav Ruse, è nel giro della prima squadra già a quindici anni. Nel 1984 passa all'Akademik Sofia, con cui ha la possibilità di esordire in nazionale nel 1985. Dal 1986 al 1989 gioca nel BK Slavia Sofia, per poi chiudere la sua carriera in patria con una stagione ancora all'Academic Sofia.

Nel 1994 torna a giocare, ma in Italia. Riparte dalla Serie C, dove è giocatrice-allenatrice nella Virtus Basket Augusta. Conquista una promozione in Serie B e dopo due salvezze viene ingaggiata come giocatrice dalla Cstl Catania, che milita in Serie A2.
Nel 1998-99 e nel 1999-2000 gioca nella Trogylos Priolo, con cui vince lo scudetto alla seconda stagione. Scende quindi di nuovo in Serie B, alla Palmares, e si ritira dall'attività. Diventa quindi allenatrice della Gimar, poi Lazùr, in Serie C, e di varie squadre giovanili legate alla società catanese. Nel 2003, dopo la promozione in B, torna a giocare e conquista sul campo la promozione in Serie B d'Eccellenza.

### Allenatrice
Ritiratasi di nuovo nel 2005, continua a seguire la Lazùr in B regionale. Nel 2006, in seguito ad un accordo con l'Augusta, è passata ad allenare la squadra siracusana in B1 senza lasciare le giovanili della Lazùr e nel 2007 è tornata alla prima squadra.
Nel febbraio 2009 Giuseppe Laneri la sostituisce sulla panchina della squadra catanese.

## Palmarès

### Da giocatrice
- Campionato italiano: 1
Trogylos Priolo: 1999-2000

### Da allenatrice
- Lazùr Basket Catania
  - 2006  Campione d'Italia 3c3
  - 2008  Campione d'Italia Under-15